# Original Film
Original Film è una casa di produzione cinematografica statunitense.

## Storia
La Original Film viene fondata nel 1997 da Neal H. Moritz. La società si occupa della produzione di film su scala mondiale.
Ha prodotto due serie Tv col nome di Original Television, filiale che si occupa della televisione.

## Filmografia

### Cinema
- Reason Thirteen (1998) - Cortometraggio
- Rat Pack - Da Hollywood a Washington (1998) - Film Tv
- Urban Legend (1998)
- Cruel Intentions - Prima regola non innamorarsi (1999)
- Uno spostato sotto tiro (1999)
- Cabin by the Lake (2000) - Film Tv
- The Skulls - I teschi (2000)
- Urban Legend - Final Cut (2000)
- Cruel Intentions 2 - Non illudersi mai (2000) - Direct to video
- Shotgun Love Dolls (2001) - Film Tv
- Assatanata (2001)
- Fast and Furious (2001)
- Piccoli delitti tra amici (2001) - Film Tv
- Ritorno al lago maledetto (2001)
- Soul Survivors - Altre vite (2001)
- Prigione di vetro (2001)
- Non è un'altra stupida commedia americana (2001)
- Slackers (2002)
- The Skulls II (2002) - Direct to video
- xXx (2002)
- Tutta colpa dell'amore (2002)
- Vegas Dick (2003) - Film Tv
- Static (2003)
- The Turbo-Charged Prelude for 2 Fast 2 Furious (2003) - Cortometraggio direct to video
- 2 Fast 2 Furious (2003)
- S.W.A.T. - Squadra speciale anticrimine (2003)
- Out of Time (2003)
- Red Hot Chili Peppers: Greatest Videos (2003) - Direct to video
- Torque - Circuiti di fuoco (2004)
- The Skulls III (2004) - Direct to video
- Cruel Intentions 3 - Il fascino della terza volta (2004) - Direct to video
- xXx 2: The Next Level (2005)
- Devour - Il gioco di Satana (2005) - Direct to video
- Stealth - Arma suprema (2005)
- The Fast and the Furious: Tokyo Drift (2006)
- Cambia la tua vita con un click (2006)
- La gang di Gridiron (2006)
- Un'impresa da Dio (2007)
- Io sono leggenda (2007)
- Prospettive di un delitto (2008)
- Che la fine abbia inizio (2008)
- Un amore di testimone (2008)
- SIS - Sezione Indagini speciali (2008) - Film Tv
- Fast & Furious - Solo parti originali (2009)
- Il cacciatore di ex (2010)
- The Green Hornet (2011)
- S.W.A.T.: Firefight (2011) - Direct to video
- World Invasion (2011)
- Fast & Furious 5 (2011)
- Cambio vita (2011)
- 21 Jump Street (2012)
- Total Recall - Atto di forza (2012)
- Il cacciatore di giganti (2013)
- Dead Man Down (2013)
- R.I.P.D. - Poliziotti dall'aldilà (2013)
- Fast & Furious 6 (2013)
- 22 Jump Street (2014)
- Fast & Furious 7 (2015)
- Piccoli brividi (Goosebumps), regia di Rob Letterman (2015)
- Fast & Furious 8, regia di F. Gary Gray (2017)
- Hunter Killer - Caccia negli abissi (Hunter Killer), regia di Donovan Marsh (2018)
- Escape Room, regia di Adam Robitel (2019)
- Attraverso i miei occhi (The Art of Racing in the Rain), regia di Simon Curtis (2019)
- Fast & Furious - Hobbs & Shaw (Fast & Furious Presents: Hobbs & Shaw), regia di David Leitch (2019)
- Sonic - Il film (Sonic the Hedgehog), regia di Jeff Fowler (2020)
- Spenser Confidential, regia di Peter Berg (2020)
- Fast & Furious 9 - The Fast Saga (F9: The Fast Saga), regia di Justin Lin (2021)
- Escape Room 2 - Gioco mortale (Escape Room: Tournament of Champions), regia di Adam Robitel (2021)
- Sonic 2 - Il film (Sonic the Hedgehog 2), regia di Jeff Fowler (2022)
- Fast X, regia di Louis Leterrier (2023)
- Sonic 3 - Il film (Sonic the Hedgehog 3), regia di Jeff Fowler (2024)

### Serie Tv
- Shasta McNasty (1999-2000)
- Tru Calling (2003-2005) - col nome di Original Television
- Prison Break (2005-2009) - col nome di Original Television
- The Big C (2010-2013)
- Save Me (2012-presente)
- Gen V - serie TV, 8 episodi (2023-in corso)